# JIMI:栄光への軌跡
JIMI：栄光への軌跡 (Jimi: All Is by My Side)は2013年公開のイギリス-アイルランド映画。ジョン・リドリー監督。アウトキャストのアンドレ・3000がジミ・ヘンドリックス役で主演。俳優による再現ドラマ・フィルムであり、実際の映像は使われていない。
『アー・ユー・エクスペリエンスト?』製作・発表前後の1966年および翌1967年を扱い、ヘンドリクスが大きく知名度を上げる事となるモンタレー・ポップ・フェスティバルへと旅立つ直前で映画は幕を閉じる。
ヘンドリクスの遺産管理団体(Experience Hendrix LLC)からの使用許可が下りなかったため、ヘンドリクスのオリジナル曲および演奏も全く使用されていない。劇中に使用される曲は全てヘンドリクスが当時にカバーした楽曲を現代のセッションプレイヤーが再現したものとなっている。
ヘンドリクスを見出したリンダ・キースら彼を取り巻く女性達も大きなテーマだが、ヘンドリクスの当時の恋人、キャシー・エッチンガム(Kathy Etchingham)はこの映画を「虚構」として公に批判している。エッチンガムによると実際のジミは非常に穏やかな男であり、劇中にあるように彼女に対して暴力を振るった事は一度もなかったという。
かつてジミと交際していたモニカ・ダンネマンと20年ほど交際を続けていたウリ・ジョン・ロートも本作について否定的なコメントを残している。
日本公開は2015年4月より。